# Sandra Hüller
Sandra Hüller (* 20. dubna 1978, Suhl) je německá filmová, televizní a divadelní herečka.

## Život
Sandra Hüller se narodila v Suhlu v Durynsku ve Východním Německu, nicméně vyrůstala v obcích Oberhof a Friedrichroda. Pochází ze dvou dětí, oba její rodiče jsou učitelé. Jako teenagerka se přihlásila do dramatického kroužku, v té době své herecké aktivity však považovala spíše za koníček. V roce 2003 absolvovala studia na Vysoké škole hereckého umění Ernsta Busche v Berlíně.

## Tvorba

### Divadlo
Svůj divadelní debut absolvovala v inscenaci Wir Voodookinder v roce 1996 na festivalu Berliner Theatertreffen. V letech 1998–2001 působila v angažmá v divadle v Jeně. Později se objevila v angažmá nebo jako host v divadlech v Lipsku, v Mnichově nebo v Berlíně. V roce 2016 spoluzaložila divadelní společnost FARN.collective theater group.

### Film
V průběhu své kariéry účinkovala v řadě německých, anglických či amerických snímků. Světový ohlas získala za roli ve snímku Toni Erdmann.
V roce 2023 ztvárnila hlavní role ve dvou filmech, které soutěžily v hlavní soutěži na Filmovém festivalu v Cannes 2023; ve francouzském soudním thrilleru Anatomie pádu režisérky Justine Triet, který získal Zlatou palmu, a americko-britsko-polském historickém dramatu Zóna zájmu režiséra Jonathana Glazera, který získal Velkou cenu poroty. Za roli ve filmu Anatomie pádu získala svou druhou Evropskou filmovou cenu a Césara pro nejlepší herečku v hlavní roli a byla nominována na Oscara, Zlatý glóbus a cenu BAFTA. Za roli ve filmu Zóna zájmu také obdržela nominace na Evropskou filmovou cenu a cenu BAFTA za nejlepší herečku ve vedlejší roli.

## Filmografie
- 2006: Requiem
- 2008: A Woman in Berlin
- 2014: Amour Fou
- 2016: Toni Erdmann
- 2017: Fakjů pane učiteli 3
- 2018: 25 km/h
- 2018: Láska mezi regály (In den Gängen)
- 2019: Sibyl
- 2019: Proxima
- 2021: Miluj svého robota (Ich bin dein Mensch)

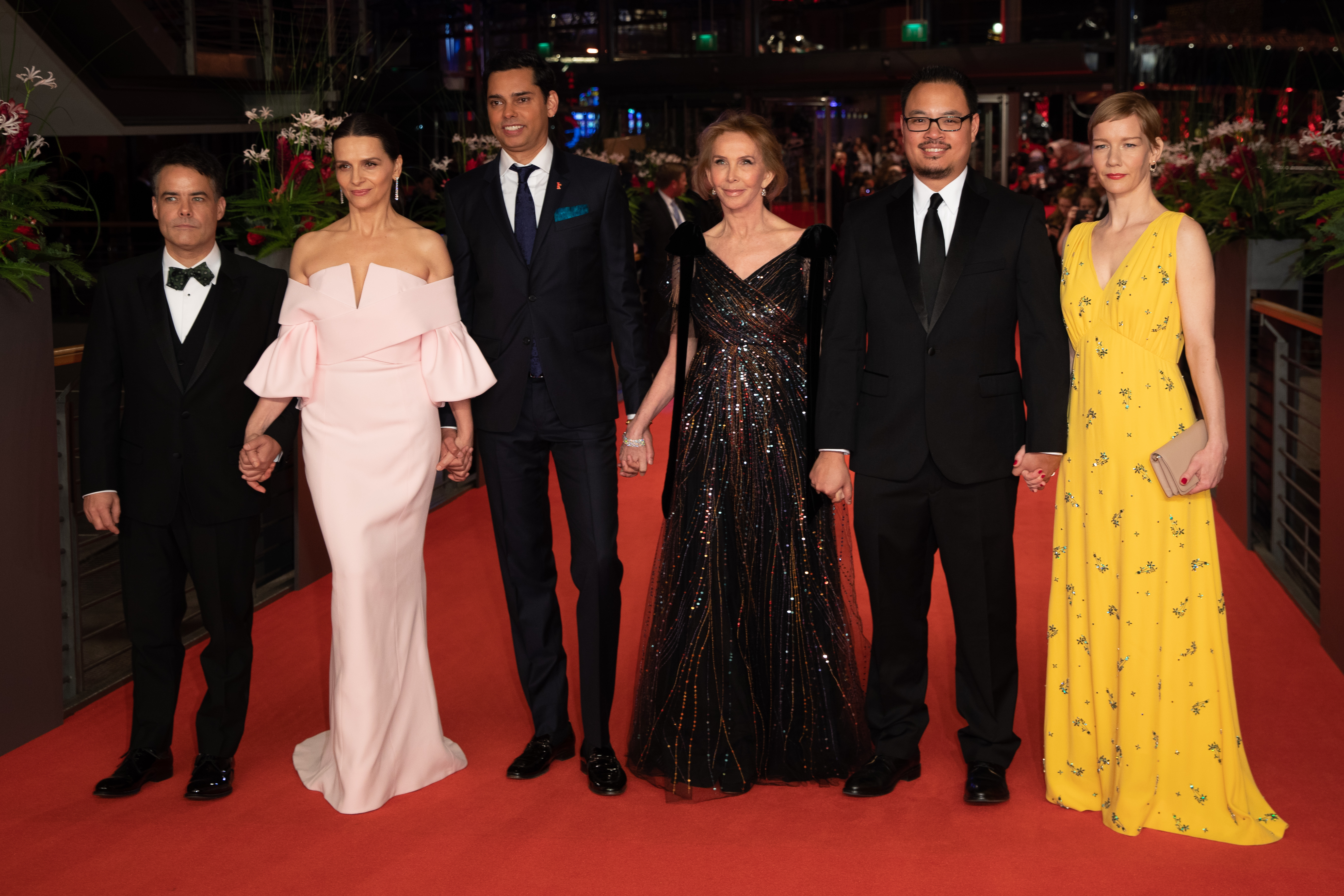
Jako členka mezinárodní poroty MFF v Berlíně v roce 2019

- 2023: Sisi a já

- 2023: Anatomie pádu
- 2023: Zóna zájmu
- 2024: Zwei zu EinsJako členka mezinárodní poroty MFF v Berlíně v roce 2019